# Metropolitano de Dublin
O metro (português europeu) ou metrô (português brasileiro) de Dublin ou de Dublim (em irlandês:  Metro Baile Átha Cliath) é um sistema de metropolitano previsto para a cidade de Dublin, na Irlanda. As primeiras duas linhas foram definidas pelo plano Transport 21 do governo irlandês, em 2005. Um regime de "light rail" foi adoptado porque esses sistemas operacionais estão também em outras cidades europeias com uma dimensão semelhante à de Dublin (por exemplo: Porto, Portugal), e também porque é esperado que os custos de construção sejam inferiores com esta opção.
Até agora, foram planeadas duas linhas que servem principalmente a região norte e oeste da cidade (actualmente o sistema Luas, que serve o sul de Dublin, e o sistema DART, que serve a parte leste). Uma linha (do Norte) irá ligar St. Stephen Green ao aeroporto e Swords. A segunda linha (do Oeste) começa a sul do aeroporto, e deste passa por Blanchardstown, Liffey Valley e Clondalkin, antes de ligar com a linha vermelha do Luas, e continuar até Tallaght.
Algumas estações serão subterrâneas (principalmente no centro da cidade), enquanto que o resto vai ser sobre o nível do solo. A linha vai ligar estações do Luas, e provavelmente com estações do DART.

## Tempo previsto para finalização do projecto
- 2010 - Metro West (Oeste) Fase 1 (Tallaght a Clondalkin).
- 2011 - Metro West (Oeste) Fase 2 (Clondalkin a Lucan).
- 2012 - Metro West (Oeste) Fase 3 (Lucan a Blanchardstown).
- 2013 - Metro North (Norte).
- 2014 - Metro West (Oeste) Fase 4 (Blanchardstown a Ballymun).